# Dirty Love
Pour plus de détails, voir Fiche technique et Distribution.
Dirty Love est un film américain réalisé par John Mallory Asher ayant remporté 4 Razzie Awards en 2005.

## Synopsis
Un soir, Rebecca rentre chez elle et trouve son petit ami top model Richards en pleine partie de jambes en l'air. Complètement « retournée », elle va retrouver ses copines dévouées, plus sexy et dévergondées que jamais, pour se lancer dans une aventure sauvage, pleine de débauche et de rencontres étranges, à la recherche d'un amour profond…

## Fiche technique
- Titre : Dirty Love
- Titre original : Dirty Love
- Réalisation : John Mallory Asher
- Scénario : Jenny McCarthy
- Musique : Eddie Reichard Standoff
- Production : Big Screen Entertainment Group - Double Down Entertainment
- Pays de production :  États-Unis
- Format : Couleurs - 35 mm
- Genre : Comédie
- Durée : 91 minutes
- Dates de sortie :
  - États-Unis : 23 septembre 2005
  - France : 2 février 2008

## Distribution
- Jenny McCarthy : Rebecca Sommers
- Eddie Kaye Thomas (VFB : Alessandro Bevilacqua) : John
- Carmen Electra : Michelle Lopez
- Victor Webster (VFB : Mathieu Moreau) : Richard
- Kam Heskin (VFB : Claire Tefnin) : Carrie Carson
- Guillermo Díaz : Tom Houdini
- Jessica Collins : Mandy
- Renee Albert : Sara
- Noah Harpster : Robert Rodale
- Jay Johnston : Waiter
- Judith Drake : Waitress
- David O'Donnell : Jake
- Forbes March (VFB : Alexandre Crépet) : Mr. Hot Bacon
- Deryck Whibley : Tony
- Tabitha Taylor : Sexy Woman
- Colby Donaldson (VFB : Emmanuel Dekoninck) : Mike
- Sum 41 : Eux-mêmes

## Distinctions
- 4 Razzie Awards en 2005